# Filmfestival ContraVision
Das Internationale Filmfestival ContraVision ist ein jährlich in Berlin stattfindendes internationales Kurzfilmfestival. 

## Geschichte
Das Publikumsfestival wurde 1993 von dem Verein Contra Medienwerkstatt ins Leben gerufen. Nach ersten Anfängen im Kino der Brotfabrik hatte das Festival bis 2010 seinen Spielort am Prenzlauer Berg im Programmkino Blow Up, das sich vorwiegend auf den Filmfundus der DEFA spezialisiert hatte. 2011 gastierte das Festival im Zeiss-Großplanetarium, 2012 im Colosseum der UCI Kinowelt und 2013 in der Kommunalen Kultureinrichtung WABE.
Das 22. Filmfestival ContraVision lief vom 28. März bis 5. April 2014 im Kino Central am Hackeschen Markt in Berlin.

## Festival
Im Wettbewerb des Kurzfilmfestivals werden Filme freier und unabhängiger Filmemacher aus aller Welt, Filme aus dem Bereich der Film- und Kunsthochschulen sowie kommerzielle Produktionen ohne Genre-Begrenzung gezeigt. Die einzige Beschränkung für Festivalbeiträge ist eine Laufzeit von maximal 30 Minuten. Vergeben werden die ContraVision Awards, die Gewinner erhalten in der Regel Sachpreise. Die Zusammenstellung des Festival-Programms erfolgt vorab durch öffentliche Sichtungen mit Zuschauerabstimmung aller eingereichten Filmbeiträge. Das Publikumsfestival setzt auf Schwarmintelligenz: Der Wettbewerb wird durch eine Publikumswahl entschieden. 